# Elecciones a las Cortes de Castilla-La Mancha de 1987
En las elecciones a las Cortes de Castilla-La Mancha de 1987, que tuvieron lugar el 10 de junio de 1987, el Partido Socialista consiguió su segunda mayoría consecutiva, con unos resultados muy parecidos al de los anteriores comicios. El PSOE propuso a José Bono como candidato a la presidencia de la Junta de Comunidades de Castilla-La Mancha.
Alianza Popular, por su parte, perdió 7 puntos con respecto a las anteriores elecciones, en gran parte debido al importante ascenso del CDS, que irrumpe en las Cortes con 4 diputados y el 10,6% de los votos.

## Resultados
| ← Elecciones a las Cortes de Castilla-La Mancha de 1987 → |                                                                   |                     |         |       |         |     |
| Presidente y gobierno | Partido                                                           | Candidato           | Votos   | %     | Escaños | +/- |
| - Presidente: José Bono Martínez - Gobierno: PSOE - Censo: 1.259.742 - Votantes: 950.262 (75,4%) - Abstención: 309.480 (24,6%) - Válidos: 939.209 - A candidatura: 929.962 (99,0%) | Partido Socialista Obrero Español (PSOE)                          | José Bono           | 435.121 | 46,79 | 25      | +2  |
| - Presidente: José Bono Martínez - Gobierno: PSOE - Censo: 1.259.742 - Votantes: 950.262 (75,4%) - Abstención: 309.480 (24,6%) - Válidos: 939.209 - A candidatura: 929.962 (99,0%) | Alianza Popular (AP)                                              | Arturo García-Tizón | 319.978 | 34,41 | 18      | -3  |
| - Presidente: José Bono Martínez - Gobierno: PSOE - Censo: 1.259.742 - Votantes: 950.262 (75,4%) - Abstención: 309.480 (24,6%) - Válidos: 939.209 - A candidatura: 929.962 (99,0%) | Centro Democrático y Social (CDS)                                 |                     | 98.539  | 10,60 | 4       | +4  |
| - Presidente: José Bono Martínez - Gobierno: PSOE - Censo: 1.259.742 - Votantes: 950.262 (75,4%) - Abstención: 309.480 (24,6%) - Válidos: 939.209 - A candidatura: 929.962 (99,0%) | Izquierda Unida (IU)                                              |                     | 50.366  | 5,42  | 0       |     |
| - Presidente: José Bono Martínez - Gobierno: PSOE - Censo: 1.259.742 - Votantes: 950.262 (75,4%) - Abstención: 309.480 (24,6%) - Válidos: 939.209 - A candidatura: 929.962 (99,0%) | Partido Demócrata Popular (PDP)                                   | Javier Rupérez      | 15.863  | 1,71  | 0       |     |
| - Presidente: José Bono Martínez - Gobierno: PSOE - Censo: 1.259.742 - Votantes: 950.262 (75,4%) - Abstención: 309.480 (24,6%) - Válidos: 939.209 - A candidatura: 929.962 (99,0%) | Partido de los Trabajadores de España - Unidad Comunista (PCT-UC) |                     | 3.871   | 0,42  | 0       |     |
| - Presidente: José Bono Martínez - Gobierno: PSOE - Censo: 1.259.742 - Votantes: 950.262 (75,4%) - Abstención: 309.480 (24,6%) - Válidos: 939.209 - A candidatura: 929.962 (99,0%) | Plataforma Humanista (PH)                                         |                     | 1.778   | 0,19  | 0       |     |
| - Presidente: José Bono Martínez - Gobierno: PSOE - Censo: 1.259.742 - Votantes: 950.262 (75,4%) - Abstención: 309.480 (24,6%) - Válidos: 939.209 - A candidatura: 929.962 (99,0%) | Partido Liberal (PL)                                              |                     | 1.459   | 0,16  | 0       |     |
| - Presidente: José Bono Martínez - Gobierno: PSOE - Censo: 1.259.742 - Votantes: 950.262 (75,4%) - Abstención: 309.480 (24,6%) - Válidos: 939.209 - A candidatura: 929.962 (99,0%) | Partido Socialdemócrata de Castilla-La Mancha (PSDCL)             |                     | 1.317   | 0,14  | 0       |     |
| - Presidente: José Bono Martínez - Gobierno: PSOE - Censo: 1.259.742 - Votantes: 950.262 (75,4%) - Abstención: 309.480 (24,6%) - Válidos: 939.209 - A candidatura: 929.962 (99,0%) | Partido Unitario Regionalista (PUR)                               |                     | 1.183   | 0,13  | 0       |     |
| - Presidente: José Bono Martínez - Gobierno: PSOE - Censo: 1.259.742 - Votantes: 950.262 (75,4%) - Abstención: 309.480 (24,6%) - Válidos: 939.209 - A candidatura: 929.962 (99,0%) | Partido Regional Manchego (PRM)                                   |                     | 487     | 0,05  | 0       |     |
| - Presidente: José Bono Martínez - Gobierno: PSOE - Censo: 1.259.742 - Votantes: 950.262 (75,4%) - Abstención: 309.480 (24,6%) - Válidos: 939.209 - A candidatura: 929.962 (99,0%) | En blanco                                                         | N/A                 | 9.247   | 1,00  | N/A     | N/A |
| - Presidente: José Bono Martínez - Gobierno: PSOE - Censo: 1.259.742 - Votantes: 950.262 (75,4%) - Abstención: 309.480 (24,6%) - Válidos: 939.209 - A candidatura: 929.962 (99,0%) | Nulos                                                             | N/A                 | 11.053  | 1,16  | N/A     | N/A |

## Elección e investidura del Presidente de Castilla-La Mancha
| Candidato                              | Fecha                                                   | Voto       |    |    |   | Total |
| -------------------------------------- | ------------------------------------------------------- | ---------- | -- | -- | - | ----- |
| José Bono (PSOE)                       | 14 de julio de 1987 Mayoría requerida: Absoluta (24/47) | Sí         | 25 |    |   | 25/47 |
| José Bono (PSOE)                       | 14 de julio de 1987 Mayoría requerida: Absoluta (24/47) | No         |    | 18 |   | 18/47 |
| José Bono (PSOE)                       | 14 de julio de 1987 Mayoría requerida: Absoluta (24/47) | Abstención |    |    | 4 | 4/47  |
| Faltó a la votación un diputado de AP. |                                                         |            |    |    |   |       |